# 朝鮮民主主義人民共和國集中營
朝鮮民主主義人民共和國集中營，或稱強制收容所，是朝鮮民主主義人民共和國境內的一种用于刑事拘留和勞役懲罰的場所，主要收容大量政治犯。这些场所在朝鲜没有统一的名称，有“管理所”（主要囚禁政治犯、叛国者与反金日成家族的人，民间称“地獄”）、“教化所”（囚禁罪行较重者）、“勞動鍛煉隊”（囚禁脱北失败者）、“集結所”（囚禁未处决犯人）、“監獄”、“拘留場”、“預防院”（以精神病院為幌子的政治犯拘留所）等不同的叫法。它们的管理機構也不盡相同，大多是朝鲜國家保衛省和社會安全省。國際社會普遍認為其中存在侵害人權的行为，包括飢餓、酷刑、性侵犯、公開和秘密處決、强制劳动等。其中不少被关押者会被认定“不可救药”，然后服劳役至死。
根据人权团体的调查（如国际特赦组织、人权观察和联合国人权事务高级专员），北韓监狱里的条件非常恶劣，犯人的生命岌岌可危。他们还会受到酷刑及其他非人道的待遇。公开和秘密处决犯人（包括儿童）——特别是涉及到试图逃出国外的人时，是家常便饭。杀婴行为（包括强制堕胎和杀害新生儿）也时常发生。监狱中犯人的死亡率一直居高不下，常见的死因有饥饿、疾病、劳动事故和酷刑等。北韓政府否认所有人权团体的指控，声称酷刑虐待犯人是该国刑事诉讼法所不容许的。但前囚犯的证言表明，北韓政府的言行完全不一致。北韓政府不仅拒绝提供集中營内犯人的信息，而且不允许任何人权团体进入集中营内部考察。
在20世纪50年代，旅日朝鲜人总联合会呼吁朝鲜人返回“社会主义人间天堂”、地上樂園北朝鲜居住。此举被民团强烈反对。大约有87000名在日朝鲜人和6000多日本配偶返回了朝鲜。日本有调查显示，在返回的人中，有大约1万人被送入监狱或集中營。
2002年，李顺玉在美国众议院给出证词，详细的描述了她在北韓集中營内的生活。她说：“我可以作证，1987年我被送进监狱时已关在里面的6000名犯人，到了我1992年出狱时，大部分都因为环境恶劣而悄无声息地死去了。”其他一些犯人，如姜哲焕和人权活动者申东赫，也给出了与此相符的有关集中营是如何危害人权的证词。
根据前监狱营看守安明哲的证词，守卫会受“把拘押者当成次等人类”的专门训练，他还提到了一个集中营里的小孩，只为了争夺一根从牛槽里捡来的玉米核而打架的事。
北韓的关押营可分为大型的政治犯关押营（朝语：관리소，意为管理所）和劳改营（朝语：교화소，意为教化所）两种。管理所内又分為革命化区域和完全統制区域，前者可通過领导人特赦（如金日成生日、金正日生日）等原因获释，后者属終身監禁，無任何获释可能。
而營方為鼓勵勞動，有時會批准非政治犯罪的男女囚犯結婚，每半個月相見一次。

## 各地集中營
以下為所有可能的集中營的編號及地理位置。一般以郡級行政單位命名。如有處於同一郡的，則降至以里／區級單位命名，並加上“里”／“區”字。其中紅色為國家保衛省管轄，藍色由社會安全省管轄，默認黑色则由其他或不明部門管轄。
- 4號營 - 江東集中營 - 平壤江東郡（강동군）
- 8號營 - 吉州集中營 - 咸鏡北道吉州郡（길주군）
- 9號營 - 新義州集中營 - 平安北道新義州市（신의주시）
- 11號營 - 鏡城集中營 - 咸鏡北道鏡城郡（경성군）
- 12號營 - 穩城集中營 - 咸鏡北道穩城郡（온성군）蒼坪勞動者區（창평노동자구），已關閉
- 13號營 - 豊川里-東浦區集中營 - 咸鏡北道穏城郡（온성군）豊川里（풍천리）及東浦勞動者區（동포노동자구）
- 14號營 - 价川集中營 - 平安南道价川市（개천시）
- 15號營 - 耀德集中營 - 咸鏡南道耀德郡（요덕군），2014年關閉
- 16號營 - 化城強制收容所 - 咸鏡北道化城郡（화성군）
- 17號營 - 石山里集中營 - 平安南道北倉郡（북창군）石山里（석산리）
- 18號營 - 北倉集中營 - 平安南道北倉郡（북창군）召倉里（소창리）
- 19號營 - 大興集中營 - 咸鏡南道端川市（단천시）
- 22號營 - 會寧集中營 - 咸鏡北道会寧市（회령시），已關閉
- 23號營 - 德城集中營 - 咸鏡南道德城郡（덕성군）
- 24號營 - 雩時集中營 - 慈江道雩時郡（우시군），已關閉
- 25號營 - 清津集中營 - 咸鏡北道清津市（청진시）
- 26號營 - 勝湖里集中營 - 黃海北道勝湖郡（승호구역），已關閉
- 27號營 - 天摩集中營 - 平安北道天摩郡（천마군），已關閉

## 关联条目
- 滅絕營
- 集中营
- 朝鮮民主主義人民共和國人權